# Rumena mrzlica
Rumena mrzlica je huda tropska bolezen, ki jo povzroča flavivirus. Prenašajo jo komarji in se kaže s krvavitvami, zlatenico, težko okvaro jeter in ledvic. Ime je bolezen dobila ravno po zlatenici (rumenici), ki lahko prizadene okuženega bolnika. Bolezen je endemična v tropskih predelih Afrike in Južne Amerike.

## Povzročitelj
Rumeno mrzlico povzroča arbovirus, ki sodi v skupino flavivirusov. Prenašajo ga komarji vrst Aedes in Haemogogus, ki so razširjeni v tropskih urbanih okoljih in v deževnem gozdu. V naravi se virus ohranja zaradi prenosa med primati. Z dezinsekcijo, zatiranjem komarjev, so v preteklosti uspešno zmanjševali število njihovih prebivališč, predvsem v Južni Ameriki. V zadnjih 30 letih pa zaradi opuščanja dezinsekcije populacija komarjev ponovno narašča.
Virus rumene mrzlice meri v premeru od 40 do 50 nm. Gre za virus RNK z ovojnico. Pozitivno usmerjena enojnoverižna RNK meri v dožino okoli 11.000 nukleotidov ter vsebuje en odprti bralni okvir, ki zapisuje poliprotein. Gostiteljeve proteaze razcepijo ta poliprotein v 3 strukturne beljakovine (C, prM in E) ter sedem nestrukturnih (NS1, NS2A, NS2B, NS3, NS4A, NS4B, NS5); oštevilčenje nestrukturnih beljakovin ustreza razporeditvi genov, ki zapisujejo te beljakovine, na virusnem genomu.
Virus med drugim okuži monocite, makrofage in dendritične celice. Na površino gostiteljeve celice se pričvrsti z vezavo na specifične receptorje, nato pa s pomočjo endosomskega mešička vstopi v celico. V endosomu se zaradi nizkega pH-ja endosomska membrana in virusna ovojnica zlijeta in virusna kapsida pride v stik s citosolom, se razgradi in virusna dednina se sprosti v celico. Tako pričvrstitev na receptorje na površini celice kot zlitje virusne membrane z membrano endosoma katalizira beljakovina E, ki se konformacijsko spremeni pri nizkem pH-ju; iz dimerne oblike se namreč pretvori v trimerno.
Virusna dednina se nato pomnožuje v celičnem zrnatem endoplazemskem retikulumu (ER) in Golgijevem aparatu. Sprva nastane v ER nezrela oblika virusnega delca, katerega beljakovina M še ni razcepljena do končne zrele oblike, temveč gre za predhodniško (prekurzorsko) obliko beljakovine M, imenovano prM, in tvori kompleks z beljakovino E. V Golgijevem aparatu nato gostiteljeva beljakovina furin omogoči cepitev beljakovine prM in nastane beljakovina M. Pri tem se beljakovina E sprosti iz predhodno nastalega kompleksa in kot tako jo vsebuje nastali zrel in kužen virion.

## Prenos
V tropskih deževnih gozdovih se rumena mrzlica pojavlja predvsem pri opicah, med opicami pa bolezen prenašajo komarji. Okuženi komarji lahko virus prenesejo na ljudi. Zaradi redke naseljenosti se pojavijo posamezni primeri bolezni. V urbanih področjih pa lahko pride do večjih epidemij in tam lahko virus rumene mrzlice komarji prenašajo od človeka na človeka.

## Znaki in simptomi
Okužba poteka v različnih oblikah, od asimptomatske (v 5 do 50 % primerov) do hemoragične s 50% smrtnostjo. Inkubacijska doba traja od 3 do 6 dni. Simptomi se pojavijo nenadno, z visoko vročino (39–40 °C), mrzlico, glavoboli, omotico in bolečinami v mišicah. Pogosto nastopijo bruhanje, slabost, zaprtje, huda izčrpanost, nemir in razdražljivost. Blaga oblika bolezni navadno izzveni v 1 do 3 dneh, pri hujši obliki pa vročina po 2 do 5 dneh pade, po nekaj urah ali dneh pa ponovno poraste. Po 5. dnevu okužbe nato pogosto nastopijo zlatenica, huda albuminurija ter otrdelost v predelu želodca z bruhanjem krvi. Lahko se pojavijo tudi oligurija, petehije, krvavitve iz sluznic, zmedenost in apatija. Bolezen lahko traja več kot 1 teden in možno je popolno okrevanje. V najhujših primerih pa lahko pride do bledeža (delirija), krčev, kome in večorganske odpovedi. V obdobju okrevanja lahko nastopijo bakterijske nadokužbe.

## Patogeneza
Po prenosu virusa iz komarja v človeka se le-ta začne razmnoževati v bezgavkah in okuži zlasti dendritične celice, od koder doseže jetra ter okuži jetrne celice (hepatocite). Posledično pride do eozinofilnega propadanja jetrnih celic, iz katerih se sproščajo citokini. V citoplazmi jetrnih celic se pojavijo nekrotizirani predeli, imenovani Councilmanova telesca. Če bolezen poteka v zelo hudi obliki, pride do kardivaskularnega šoka in večorganske odpovedi, pri čemer močno porastejo vrednosti citokinov v krvnem obtoku (pride do t. i. citokinske nevihte).

## Zdravljenje
Proti rumeni mrzlici ne poznamo specifičnega zdravila; na voljo je le podporno zdravljenje za blažitev izsušitve (dehidracije) in vročine. Podporno zdravljenje lahko sicer izboljša izide hudo prizadetih bolnikov, vendar v revnih predelih pogosto ni na voljo. Pridružene bakterijske okužbe učinkovito zdravijo z antibiotiki. Krvavitve se lahko zdravijo s kalcijevim glukonatom ali fitonadionom. Pri vseh bolnikih, ki potrebujejo zaradi okužbe z rumeno mrzlico bolnišnično oskrbo, je smiselno dajanje zaviralcev protonske črpalke ali antagonistov histaminskih 2 receptorjev za preprečitev krvavitev v prebavila.

## Preprečevanje
Najučinkovitejši način preprečevanja izbruhov bolezni je zmanjševanje števila komarjev in preprečevanje njihovih pikov (na primer z uporabo kemičnih odganjal, kot je dietiltuolamid, zaščitnih oblačil in komarnikov). oslabljenim cepivom zagotavlja 95% zaščito. Za preprečevanje prenašanja nadaljnjega prenašanja bolezni preko komarjev je treba bolnike osamiti v sobe imajo zaščito pred komarji in ki jih škropijo z insekticidi.

### Cepivo
Pri potovanju v prizadeta območja je cepljenje zelo priporočeno, saj je pri ljudeh, ki sicer niso domorodni v teh predelih, veliko večja verjetnost za zelo hud potek bolezni. Pri 95 % cepljenih ljudi se zaščitni učinek doseže v 10 dneh po cepljenju. in traja vsaj 10 let (pri 81 % cepljenih posameznikov zaščita traja celo 30 let).
Živo oslabljeno cepivo 17D je leta 1937 razvil Max Theiler, in sicer je cepivo pridobil iz kužnine bolnika iz Gane s pomočjo kokošjih jajc. SZO priporoča cepljenje otrok v endemskih območjih v starosti od 9 do 12 mesecev.
Pri okoli 20 % ljudi se po cepljenju pojavijo blagi, gripi podobni simptomi. V redkih primerih (pri manj kot 1 na 200.000 do 300.000 primerov ) lahko pride do s cepivom proti rumeni mrzlici povezane viscerotropne bolezni, ki je v 60 % smrtna. Verjetno je vzrok v genetski okvari imunskega sistema pri teh bolnikih. Pomemben dejavnik tveganja za pojav te hude oblike reakcije na cepivo je tudi starost; pri otrocih se pojavi le v 1 na 10 milijonov primerov. Možen neželeni učinek je tudi okužba živčevja, ki se pojavi v 1 na 200.000 do 300.000 primerov in povzroči s cepivom proti rumeni mrzlici povezano nevrotropno bolezen; le-ta lahko vodi v meningoencefalitis, ki je v manj kot 5 % smrten.
Leta 2009 so pričeli z najobširnejšo akcijo množičnega cepljenja proti rumeni mrzlici, ki poteka v zahodni Afriki, zlasti v Beninu, Liberiji in Sierri Leone. Lezta 2015, ko bo projekt zaključen, bo cepljenih več kot 12 milijonov ljudi.

## Zgodovina
Evolucijsko izvira bolezen verjetno iz Afrike, in sicer se je domnevno pojavila v vzhodni in osredni Afriki ter se razširila od tam še na zahod celine. V času kolonizacije Afrike je ob izbruhu rumene mrzlice v afriških vaseh bolezen pomorila skorajda vse Evropejce, medtem ko so se pri prvotnih prebivalcih običajno pojavili le gripi podobni nesmrtonosni simptomi. Virus rumene mrzlice ter njegov vektor, komar A. aegypti, sta se prenesla v Južno Ameriko verjetno z ladjami. Tam  so o prvem izbruhu rumene mrzlice poročali leta 1684, in sicer se je bolezen pojavila na Jukatanu; poimenovali so jo xekik = črno bljuvanje). Sledilo je vsaj 25 hudih izbruhov rumene mrzlice. V obdobju kolonializacije Južne Amerike in Napoleonovih vojn so bili izbruhi rumene mrzlice za angleško in francosko vojsko nevarni zlasti v karibskih predelih, kjer so poročali o zdesetkanju svoje vojske zaradi te bolezni. Leta 1793 je prišlo do izbruha veliko severneje, in sicer v Filadelfiji, kjer je zaradi bolezni umrlo več tisoč ljudi, številni, tudi takratni predsednik George Washington, pa so zaradi epidemije zapustili mesto. Epidemije rumene mrzlice v Južni Ameriki so doslej terjale 100.000–150.000 smrtnih žrtev. Do večjih izbruhov je prišlo tudi v južni Evropi. Leta 1821 je bolezen terjala več tisoč smrti med prebivalci Barcelone. Do več izbruhov bolezni s številnimi smrtnimi primeri je v zgodovini prihajalo tudi v ZDA, na primer leta 1858 v Charlestonu v Severni Karolini, leta 1873 v Shreveportu v Louisiani in leta 1878 v dolini reke Misisipi. Zadnji večji izbruh rumene mrzlice v ZDA se je zgodil leta 1905 v New Orleansu.
Prvi, ki je domneval, da rumeno mrzlico prenašajo komarji in da se okužba ne širi z neposrednim stikom z bolnikom, je bil leta 1881 kubanski zdravnik in znanstvenik Carlos Finlay. Nadaljnje raziskave pod vodstvom dr. Walterja Reeda so domnevo potrdile in rumena mrzlica je tako postala prva bolezen, za katero so dokazali, da jo prenašajo komarji. Na podlagi teh dognanj je uspelo zdravniku Williamu Gorgasu bolezen iztrebiti v Havani, sodeloval pa je tudi pri boju proti bolezni pri gradnji Panamskega prekopa. Ob začetku gradnje Panamskega prekopa leta 1880 še namreč ni bilo poznano, da komarji prenašajo povzročitelje tako malarije kot rumene mrzlice. V bližini prekopa je bilo veliko stoječih voda, ki so nudile ugodne razmere za razmnoževanje komarjev. Francozi, ki so začeli z gradnjo prekopa, so zaradi številnih žrtev prekinili svoj projekt, po odkritju, da malarijo in rumeno mrzlico prenašajo komarji, pa je Američanom nato ob uvedbi ustreznih zaščitnih ukrepov projekt uspelo izpeljati.
Leta 1927 so virus rumene mrzlice osamili v zahodni Afriki, kar je pripomoglo k razvoju dveh cepiv v 1930-ih letih. Cepivo 17D je razvil južnoafriški mikrobiolog Max Theiler, ki je za kultiviranje virusa uporabil kokošja jajca in s tem nadaljeval delo Ernesta Goodpasteura. Theiler je za ta dosežek leta 1951 prejel Nobelovo nagrado. Francoski znanstveniki pa so razvili cepivo FNV, ki so ga pridobili iz možganovine miši, vendar so uporabo tega cepiva po letu 1961 odsvetovali zaradi visoke pojavnosti encefalitisa po cepljenju. Cepivo 17D pa je še zmeraj v uporabi, razvijajo pa cepivo na osnovi celic vero, ki naj bi nekoč nadomestilo 17D.